# Observatorio Vulcanológico del INGEMMET
El Observatorio Vulcanológico del INGEMMET es un centro de investigación y monitoreo de los volcanes activos del sur del Perú, de carácter multidisciplinario, ubicado en la ciudad de Arequipa cuyo fin es determinar la naturaleza y probabilidad de la ocurrencia de una erupción volcánica; además tiene la labor de evaluar los tipos de peligros volcánicos sobre la base de estudios geológicos y análisis especializados; además de proporcionar alertas oportunas a la sociedad sobre actividad volcánica inminente, a fin de reducir el riesgo de desastres en el sur del Perú.
Actualmente el Observatorio Vulcanológico del INGEMMET, que pertenece a la Dirección de Geología Ambiental y Riesgo Geológíco (DGAR) del INGEMMET viene haciendo el monitoreo multidisciplinario a la actividad de los volcanes más activos del Perú.

## Funciones del OVI
El OVI tiene seis funciones principales:
1. Realizar el monitoreo permanente, integral y en tiempo real de los volcanes activos del sur peruano. Para ello se viene implementando instrumentación sísmica, geoquímica, geodésica y visual.
2. Determinar los niveles de alerta durante crisis volcánicas y efectuar pronósticos de erupciones volcánicas.
3. Realizar estudios geológicos, evaluación de peligros y elaborar mapas de peligros volcánicos.
4. Brindar asesoramiento a la sociedad en reducción del riesgo volcánico.
5. Difundir el conocimiento vulcanológico, a través de boletines, reportes, comunicados y materiales de divulgación.
6. Promover la formación y capacitación de profesionales en las diferentes ramas de la vulcanología.

## El riesgo volcánico y la importancia del observatorio vulcanológico del INGEMMET
El origen y evolución de los volcanes, son procesos geológicos, que para su cabal comprensión son estudiados por las distintas ramas de la geología, como la vulcanología, geofísica, geoquímica, geodesia, petrología, etc. Según la Estrategia Internacional Para la Reducción de Desastres (EIRD), de las Naciones Unidas (ONU), “las amenazas/peligros geológicos incluyen procesos terrestres internos, tales como actividades y emisiones volcánicas”.
En el sur peruano se localizan 7 volcanes activos: Sabancaya, Misti, Ubinas, Huaynaputina, Ticsani, Yucamane y Tutupaca que han presentado actividad durante los últimos 500 años. La más grande erupción explosiva registrada en épocas históricas fue la originada por el volcán Huaynaputina (Moquegua), ocurrido en el año de 1600 D.C., que ocasionó la muerte de aproximadamente 1500 personas y la destrucción total de 15 poblados.
Por otro lado, hasta el año 2006 ninguno de los volcanes activos contaba con sistemas de monitoreo que permitan conocer con anticipación la proximidad de una erupción. Tal es así que las erupciones del Sabancaya (1988-1998) y Ubinas (2006-2009) tomaron por sorpresa a las instituciones científicas como el INGEMMET.

## Población en riesgo
Dentro del radio de influencia de nuestros volcanes habitan cerca de 3 millones de personas, en las regiones de Arequipa, Moquegua, Tacna y Puno. El caso más alarmante lo representa la ciudad de Arequipa, con cerca de 1 millón de habitantes, localizada a menos de 17 km del cráter del Misti. Gran parte de la población en riesgo se encuentra deficientemente preparada para afrontar una erupción volcánica.

## Infraestructura hídrica y energética en riesgo
El sur peruano cuenta con importantes obras de infraestructura hídrica y energética, vitales para el desarrollo socioeconómico, las cuales se encuentran en riesgo debido a la presencia de volcanes activos que presentaron actividad eruptiva reciente. Las obras más importantes expuestas a una reactivación volcánica son las siguientes:
1. El Sistema Hídrico del río Chili, conformado por 7 represas (400 millones m³) que abastece de agua a la ciudad de Arequipa y terrenos de cultivo.
2. La planta de tratamiento de agua potable La Tomilla, que suministra agua potable a más del 90% de la población de Arequipa.
3. Canales del Proyecto Especial Majes-Siguas y la represa Pasto Grande, cuya construcción e implementación demandaron una inversión del Estado de $ 1000 millones y $ 204 millones de dólares respectivamente.
4. Las centrales hidroeléctricas del río Chili: Charcani I, II, III, IV, V (805 MWh).

## Actividad minera en riesgo
En el sur peruano se tienen importantes proyectos y operaciones mineras en riesgo. Resaltan la mina Cerro Verde ubicada a 30 km al suroeste del Misti; las minas Caylloma, Arcata, Orcopampa, Shila y Ares, localizadas al norte de los volcanes Sabancaya y Andahua-Huambo-Orcopampa; los proyectos Chapi y Calatos, localizados al oeste del Ubinas y Huaynaputina; asimismo las minas Cuajone, Toquepala, Tucari, Santa Rosa y los proyectos Quellaveco y El Chorro, cercanos al Ticsani, Tutupaca y Yucamane. Estos volcanes tarde o temprano presentan actividad eminentemente explosiva, con emplazamiento de volúmenes importantes de cenizas, las cuales representan el mayor peligro para las operaciones mineras. Estas cenizas pueden afectar seriamente los motores de los sistemas de ventilación, compresión, transporte y plantas concentradoras, así como contaminar las canchas de lixiviación. Pero el riesgo mayor para las operaciones mineras, representa la potencial contaminación de sus fuentes de abastecimiento de agua, debido a caídas de ceniza, flujos piroclásticos y emplazamiento de lahares. En este último caso son más vulnerables las lagunas Suchez y Viscachaz, contiguas al Ticsani, Tutupaca y Yucamane, que abastecen agua a las minas Cuajone y Toquepala.

## Áreas de trabajo y estructura del OVI
El OVI está adscrito a la Dirección de Geología Ambiental y Riesgo Geológico del INGEMMET, posee tres áreas de trabajo principales:
- a) Geología y evaluación de peligros, cuya función es realizar investigaciones geológicas, petrológicas y geoquímicas para conocer los tipos de actividad eruptiva pasada de los volcanes, así como determinar la frecuencia y la magnitud de las erupciones pasadas, permitiendo así dar una respuesta a preguntas como ¿dónde y qué tipos de actividad pueden presentar los volcanes en una próxima erupción?.

- b) Monitoreo volcánico, cuya función es realizar trabajos de monitoreo volcánico empleando técnicas geofísicas, geoquímicas, geodésicas (deformación) que nos permitirá conocer ¿cuándo? un volcán puede entrar en erupción y de esta manera emitir alertas tempranas a la sociedad que podría ser afectada por dicha erupción.

- c) Educación y difusión, cuyo objetivo es difundir el conocimiento sobre la geología, los peligros geológicos y el monitoreo volcánico que genera el INGEMMET, lo cual es vital para la seguridad física, la ocupación planificada del territorio y el desarrollo del sur peruano.

## Recursos humanos del OVI
Actualmente el OVI cuenta con 16 especialistas, entre geólogos, vulcanólogos, geoquímicos, geofísicos, geodestas, electrónicos y especialistas en educación y difusión, representando así el más importante equipo para la investigación y monitoreo de volcanes que existe en el Perú. Adicionalmente contamos con más de 10 investigadores cooperantes extranjeros, con quienes venimos desarrollando diversos proyectos. Es importante recalcar que personal del OVI viene recibiendo una continua capacitación en diversos observatorios vulcanológicos del mundo (EE.UU, Francia, México, Costa Rica, Ecuador, Colombia, etc.).

## Laboratorios del INGEMMET que vienen contribuyendo en el funcionamiento del OVI
El INGEMMET cuenta con gabinetes y laboratorios especializados, que vienen contribuyendo en el buen funcionamiento del OVI. Los más importantes son:
- Laboratorio de Química Analítica, para análisis de aguas de fuentes termales y rocas volcánicas. Cuenta con ICP Óptico, equipo de Absorción Atómica y Cromatógrafo Iónico.
- Laboratorio de teledetección, para trabajos de Interferometría Radar (InSAR).
- Laboratorio de microscopía, con microscopios ópticos de última generación.
- Gabinete de petrotomía, con petrótromos, pulverizadores y pulidoras automatizadas.

## Cooperación técnica y científica del OVI
La Cooperación Técnica tiene una gran importancia desde el punto de vista de recepción científica y tecnológica en la operación del OVI. Los sistemas de monitoreo que viene implementando el OVI, así como los resultados de las investigaciones vulcanológicas, cuyos productos son los mapas de peligros, son frutos de un trabajo conjunto con diversas instituciones del Perú y del extranjero. Actualmente contamos con convenios de cooperación con las siguientes instituciones:
- Instituto de Investigación para el Desarrollo de Francia (IRD).
- Universidad Nacional Autónoma de México (UNAM).
- Universidad Complutense de Madrid.
- Volcán Explor Action (VEA-Francia).
- Universidad Nacional de San Agustín de Arequipa (UNSA).
- Gobierno Regional de Arequipa.
- Gobierno Regional de Moquegua.
- Municipalidad Provincial de Arequipa.